# Juke Joint

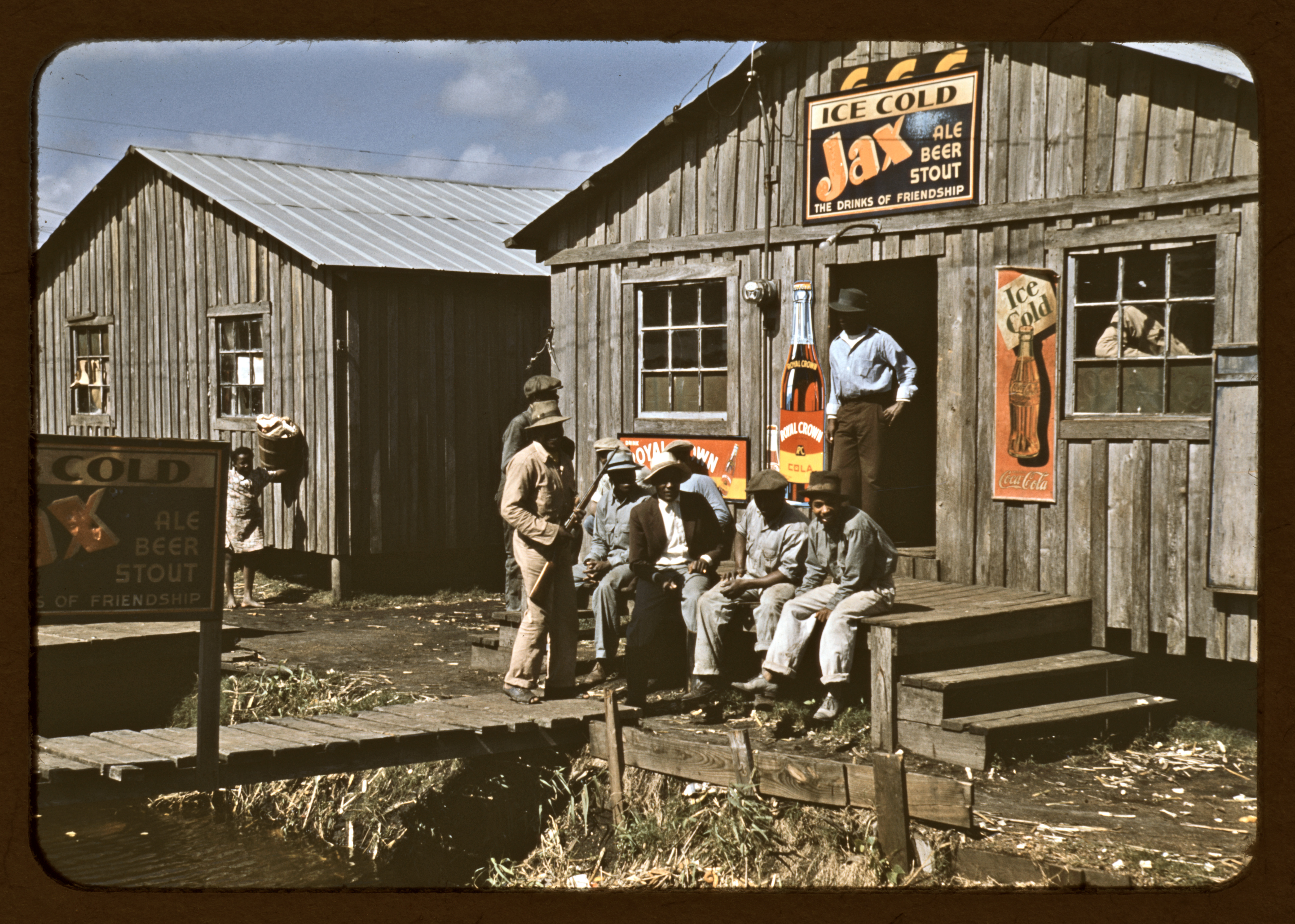
Juke Joint im ländlichen Belle Glade, Florida. Foto: Marion Post Wolcott, 1944

Ein Juke Joint, bisweilen auch Jook Joint geschrieben, Kurzform Juke, war im ländlichen Südosten der USA eine einfache Kneipe für Afroamerikaner, in der Alkohol, Tanzmusik und Speisen, zum Teil auch Glücksspiel und Prostitution angeboten wurden. 
Sie wurde auch Barrelhouse  genannt, nach den Fässern, in denen der ausgeschenkte Alkohol gelagert wurde.
Im Unterschied dazu bezeichnet Honky Tonk eine entsprechende Kneipe für Weiße. Einige Juke Joints bestehen noch heute.
Juke Joints spielten zu Anfang des 20. Jahrhunderts eine wesentliche Rolle bei der Entstehung des Blues, da die ersten Bluesmusiker häufig dort auftraten.
Das Wort Juke ist wahrscheinlich afrikanischen Ursprungs und wurde in der Kreolsprache Gullah verwendet, wo es ‚schlecht, schlimm, verrucht‘ bedeutete. Daraus entstand das englische Wort Juke in oben beschriebener Bedeutung, das zunächst in Florida, dann im ganzen Südosten der Staaten benutzt wurde.